# Петарис, Винцас
Ви́нцас Пе́тарис (лит. Vincas Pietaris; 9 октября 1850, дер. Жюряй-Гудяляй, Августовская губерния — 3 октября 1902, Устюжна) — литовский писатель, публицист, литературный критик.

## Биография
Родился в деревне Жюряй-Гудяляй Волковышского уезда. В семье было семеро детей, но только самый младший получил высшее образование. Учился в четырёхклассной школе в Мариямполе, затем окончил гимназию в Сувалках. Учился в Московском университете сначала на физико-математическом факультете (1870—1875), затем на медицинском факультете (1875—1879). С 1879 года служил земским врачом в Демянске, потом с 1883 года в Устюжне. Семейные обстоятельства сложились так, что семья Петариса вынуждена была переехать в Устюжну. Только так ему удалось в 1884 году добиться должности уездного врача. «Доктор Петер», как его стали называть устюжане, завоевал любовь и внимание. Его работа не ограничивалась только приёмом больных в больницах, он часто выезжал по всему уезду. Приходилось быть и терапевтом, и акушером, и хирургом. Некоторые операции выполнял прямо на дому. В 1895 году стал врачом Устюженской женской гимназии. В то же время в этой гимназии преподавал математику. У Петариса была большая семья: жена Мария Николаевна и пятеро детей, двое из которых родились в Устюжне. Бытовых трудностей хватало, но Петарис успевал ещё читать новейшую литературу по специальности, искал более эффективные средства лечения. К тому же в свободное время он играл на скрипке, рисовал, изучал историю Литвы.

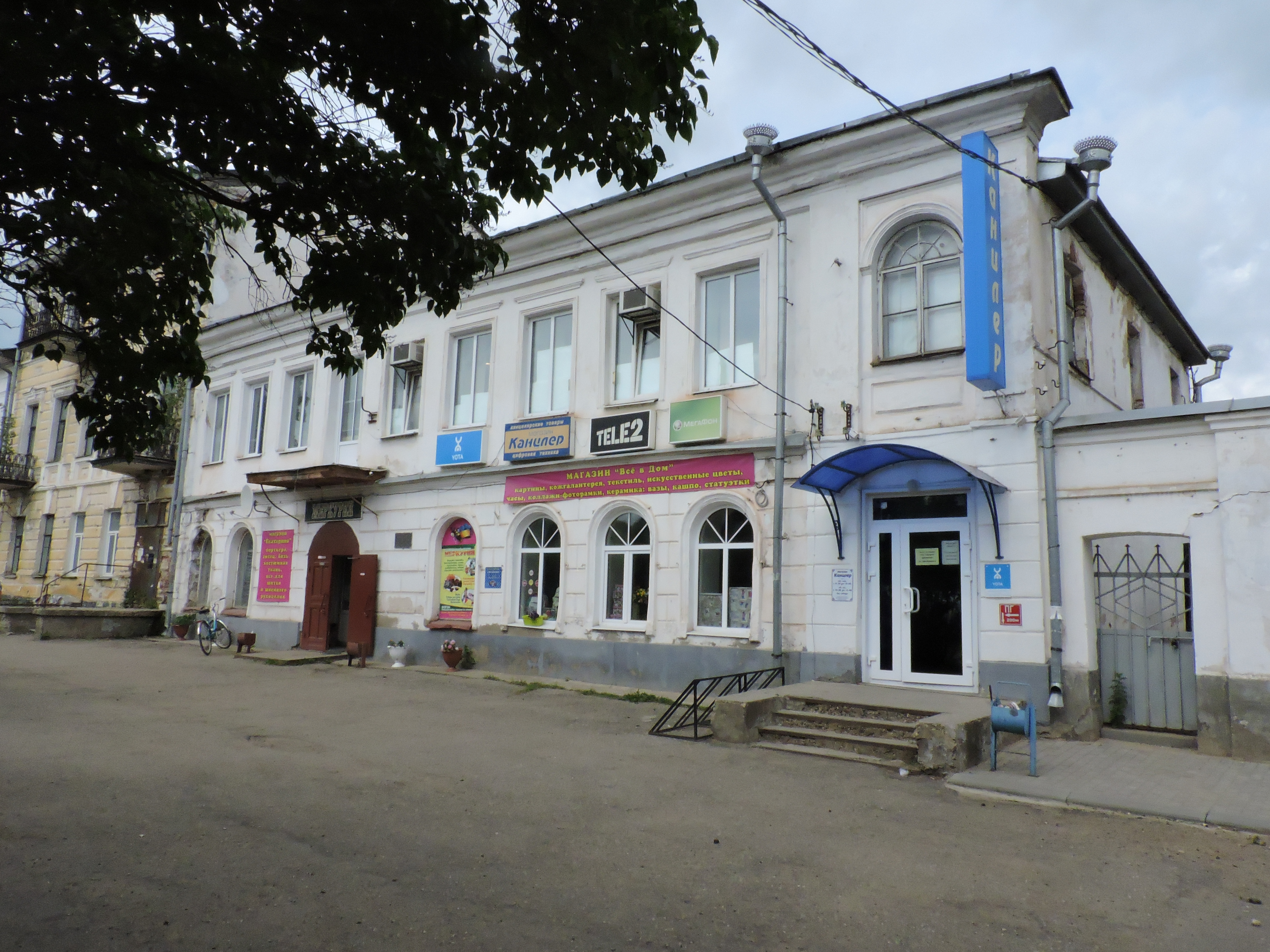
Дом на Торговой площади Устюжны, где жил Винцас Петарис

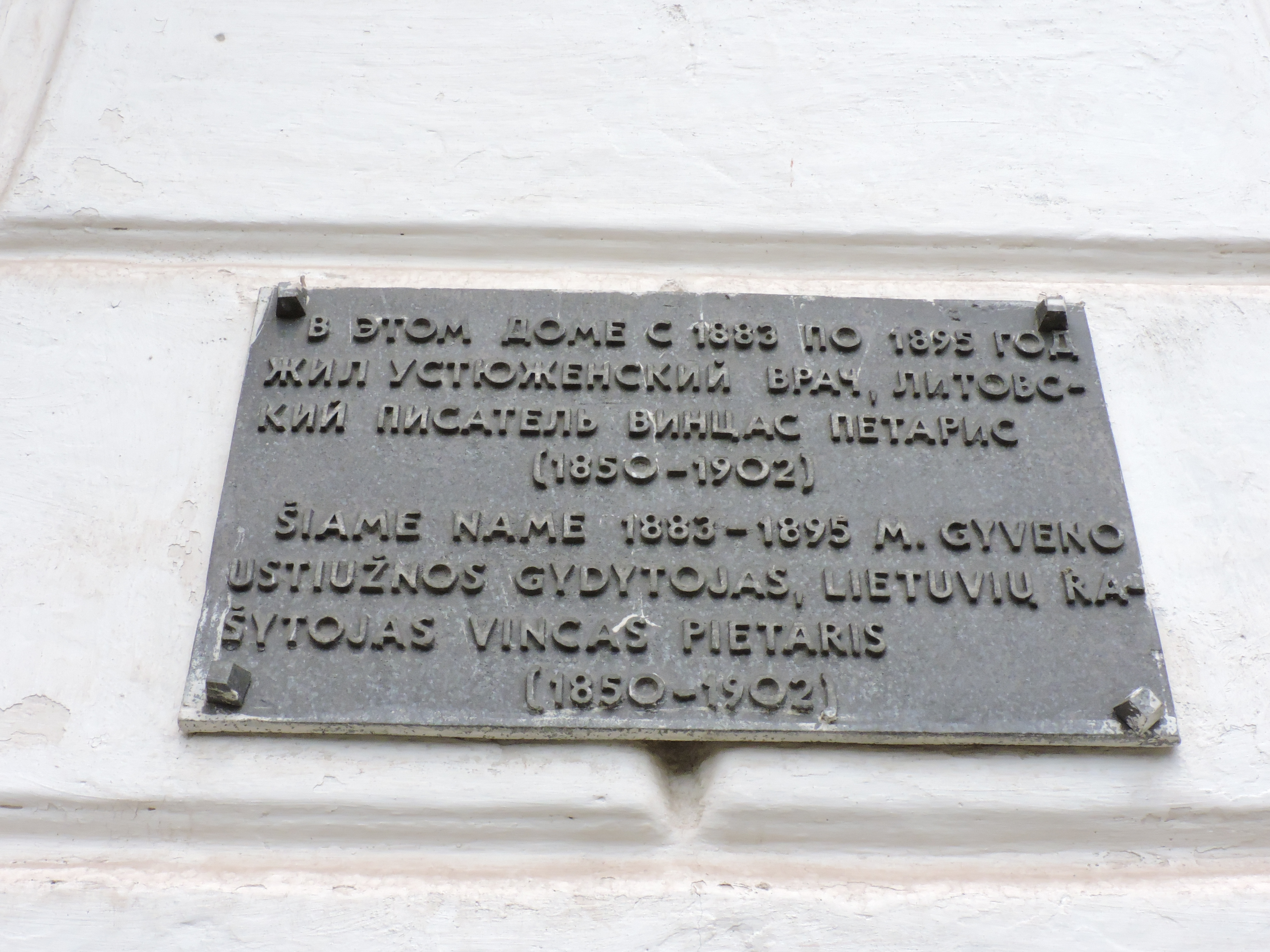
Мемориальная доска на доме, где жил Винцас Петарис

Приверженность идеям возрождения литовской национальной самобытности крепла уже в школьные годы. Во время учёбы в Московском университете сблизился с Йонасом Басанавичюсом. К литературному творчеству обратился в стремлении содействовать пробуждению литовского народа. Под влиянием высланного в Устюжну католического священника Адомаса Якштаса начал писать художественные и публицистические произведения.
Умер «Доктор Петер» 3 октября 1902 года. Похоронен в Устюжне на Казанском кладбище 5 октября 1902 года.

## Творчество
Публиковал свои произведения в газетах и журналах «Аушра» (Auszra, «Заря»), «Варпас» (Varpas, «Колокол»), «Укининкас» (Ūkininkas, «Хозяин»), «Жямайчю ир Летувос апжвалга» (Žemaičių ir Lietuvos apžvalgoje, «Обзор Жмуди и Литвы»), «Венибе летувнинку» (Vienybė lietuvninkų, «Единство литовцев»), «Жиничя» (Žinyčia, «Жинича»), «Тевинес саргас» (Tėvynės sargas, «Страж отчизны»), «Апшвета» (Apšvieta, «Просвещение»).
Подписывался различными псевдонимами, с 1896 года чаще Savasis. Писал рассказы, повести, романы, драмы, сказки, а также мемуары, публицистические и литературно-критические статьи, исследования по истории, этнологии, языку. В основе большой доли произведений лежат автобиографические материалы.
Мемуарные очерки изданы отдельной книгой «Из моих воспоминаний» (Iš mano atsiminimų, 1905) и являются одним из первых произведений мемуарно-очеркового жанра в литовской литературе. В оригинальном цикле сказок «Жизнь и смерть лисы» (Lapės gyvenimas ir mirtis, 1905), существенно обогатившем литовскую детскую литературу, объединил мотивы нескольких сказок.
В исторической драме «Битва при Грюнвальде» (Kova ties Žalgiriais, 1906), полемически направленной против тенденциозного изображения литовцев в произведениях Генрика Сенкевича, отразил своё понимание исторических предпосылок Грюнвальдской битвы, в гротескном свете представил поляков и Ягайло, возвысив Витовта.
В первой в литовской литературе автобиографической повести «Кейдошюсова Онуте» (Keidošių Onutė, 1899) стремился показать формирование литовской интеллигенции и её национальных устремлений. Написал около двадцати рассказов и новелл просветительского характера на фольклорные, этнографические, автобиографические темы («Лесные сказки», «Деревенский суд», «Кривые побеги» и другие).
Наиболее значительное произведение Петариса — исторический роман «Альгимантас, или Литовцы в XIII столетии» (Algimantas, 1904) в двух частях. Это вообще первый роман в литовской литературе. В нём, далёком от реальных исторических фактов, повествуется о событиях в Литве XIII века. Литовский князь Лютый убивает правителя Судавии князя Трайнатиса, ему помогает волынский князь Роман, похитивший сына судавийского князя Альгимантаса. Бегство Альгимантаса из плена и его борьба за освобождение родного княжества составляет динамичный сюжет романа. В романе заметно влияние Г. Сенкевича, В. Скотта, А. Дюма.
Петарис изучал и собирал литовский фольклор, подготовил сборник сказок (издан в 1905 году).